# Saint-Gilles (Marna)
Saint-Gilles è un comune francese di 265 abitanti situato nel dipartimento della Marna nella regione del Grand Est.

## Società

### Evoluzione demografica
Abitanti censiti